# サム・ドレベン
サミュエル・"サム"・ドレベン（Samuel "Sam" Dreben, 1878年6月1日 - 1925年5月15日）は、ロシア帝国出身の軍人、傭兵。アメリカ陸軍に所属したほか、傭兵として各地の革命・内戦などに従軍し、「戦うユダヤ人」（The Fighting Jew）の異名で知られた。アメリカ軍人としての最終階級は先任曹長。姓の綴りがDrebbenとされている場合もあるがこれは誤りである。

## 若年期
1877年、ロシア帝国ポルタヴァ（現在はウクライナ領）に生を受ける。当時、ロシア帝国ではユダヤ人の迫害が進められており、彼は2度ロシアからの脱走を試み、1度はドイツにまで到達している。1895年、18歳になったドレベンはロンドンに移住し、さらに1899年1月にはアメリカ合衆国ニューヨークに移住した。

## 軍歴
1899年6月27日、アメリカ陸軍に入隊し第14歩兵連隊に配属される。同連隊は彼の入隊後まもなくしてエミリオ・アギナルドの反乱を鎮圧するべくフィリピンへと派遣された。さらに中国大陸にて義和団の乱が発生し、第14連隊はこれの鎮圧に参加するべくフィリピンから北京に送り込まれる。1902年には除隊するが、何よりも戦闘任務を好んでいた彼はこれが不服で、1904年に日露戦争が勃発すると日本側で参戦しようと試みるなどしていた。同年中に再召集を受けた後、フォート・ブリスにて機関銃の運用に関する教育を行った。1907年には再び除隊する。
除隊後、彼はトレイシー・リチャードソン（Tracy Richardson）、エミール・ルイス・ホルムデールと共に中央アメリカへ向かった。彼らは傭兵で、共に元機関銃手だった。ドレベンはパナマ運河地帯で警備員として働き、いくつかの事業を起こそうとするも失敗。やがて傭兵としてグアテマラの解放運動に参加した事をきっかけに、ホンジュラス、ニカラグア、メキシコなど各地の紛争に参加していく事になる。グアテマラでは背後から銃撃を受けて負傷しているが、これは彼が軍人・傭兵として受けた唯一の負傷であった。メキシコ革命にはフランシスコ・マデロ側勢力の機関銃手として参加する。1913年にマデロが処刑された後、ドイツ帝国の秘密工作員フェリックス・ゾンマーフェルトに雇われたドレベンはエルパソに派遣され、パンチョ・ビリャ側勢力に対する武器密輸に関与した。またゾンマーフェルトの秘密任務に関連したメキシコにおけるサボタージュ作戦を遂行している。1916年、ニューメキシコ州コロンバス襲撃の際に民間人が殺害されたことに憤慨し、戦友と共にアメリカ側に寝返った。遠征部隊の偵察兵となったドレベンは、司令官ジョン・パーシング将軍の友人となった。なお、この遠征は失敗し、1917年には遠征軍も撤退した。
1917年初頭、当時39歳だったドレベンは19歳のヘレン・スペンス（Helen Spence）と結婚し、まもなく娘を授かる。しかし第一次世界大戦が勃発すると彼は再び陸軍に戻ることを望むようになり、アメリカの参戦を機に第36歩兵師団第141歩兵連隊にて再入隊した。フランス戦線に従軍している最中、彼の娘が死去し、彼は戦地でそれを知らされた。
第一次世界大戦中、彼は1918年10月のサン＝テティエンヌの戦いにおける戦功から殊勲十字章、フランス戦功十字章、フランス軍事勲章を受章している。当時アメリカ遠征軍総司令官だったパーシング将軍はドレベンについて、「最高の兵士であり、また私が知るうち最も勇敢な男である」と述べている。

## 戦後
戦後、彼の出征中に不倫をしていた妻と離婚してエルパソに戻る。終戦と共に彼の「戦争狂」も落ち着き、やがて保健事業を立ち上げて成功をおさめる。
1921年、パーシング将軍により11月11日にアーリントン国立墓地における無名戦士の葬儀における棺担ぎ（honorary pallbearer）に推薦される。また、大戦の英雄アルヴィン・ヨークも同じ役割に選ばれている。
同年、ドレベンは他の何人かの男と共に警官殺しの脱獄囚フィル・アグリン（Phil Agulin）を追っていたエルパソ警察に雇われた。エルパソ警察ではメキシコのシウダー・フアレスにて刺青の除去治療を宣伝する偽の医院を設置し、そこにドレベンらを配置した。当初はアグリンが治療に訪れた時に麻酔を打ち、眠っている間にエルパソまで護送する計画だったが、しかし麻酔の効きが悪かった為、アグリンは大声で助けを呼び、逆にドレベンらが現地警察により逮捕されてしまった。なお、彼らは米政府からの圧力もあり3日後に釈放されている。
1923年、ミード・アンドリューズ（Meade Andrews）と再婚し、カリフォルニアへ引っ越す。
1925年3月15日、病院にて看護婦に誤った注射を打たれドレベンは死去した。『ニューヨーク・タイムズ』紙や『エルパソ・タイムズ』紙など、全国紙を含む多くの新聞が彼の追悼記事を載せた。著名なコラムニストであるデイモン・ラニアンもドレベンへのユーロジーを書いた。テキサス州議会では彼の追悼を行うべく議会開催を1日延期した。
カリフォルニア州グレンデールのグランドビュー・メモリアルパーク墓地に埋葬された。